# Terlano (vin)

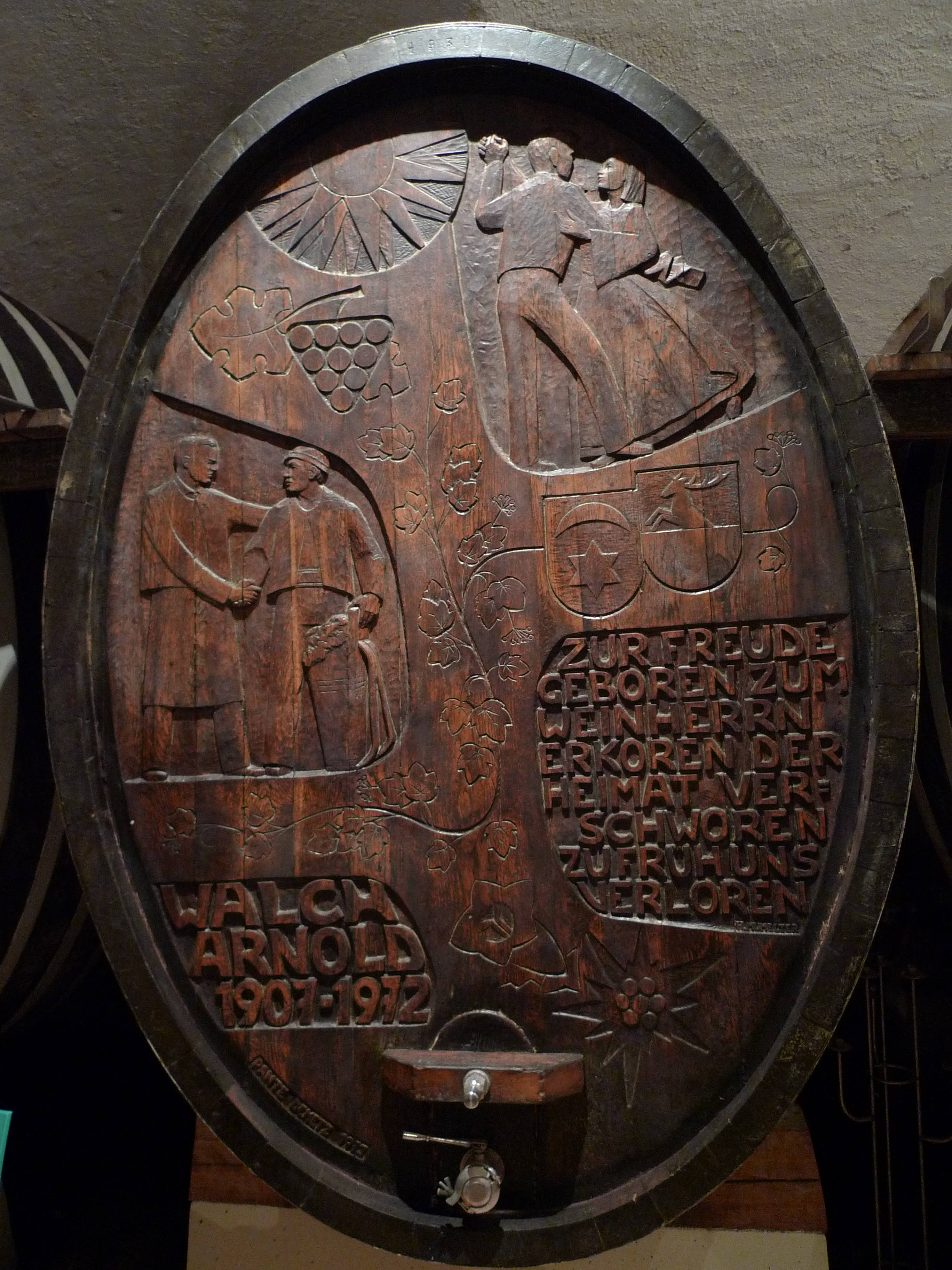
Tonneau sculpté du Trentino.

L'AOC Terlano fait partie de l'appellation Alto Adige et n'est pas un vin/raisin mais un lieu/village.
Le domaine Elena Walch, (photo) est situé à Termeno/Tramin et pas à Terlano, contrairement à ce qui est indiqué dans la source. 